# Руланд
Руланд (нім. Ruhland) — місто в Німеччині, розташоване в землі Бранденбург. Входить до складу району Верхній Шпревальд-Лаузіц. Центр об'єднання громад Руланд.
Площа — 37,12 км2. Населення становить 3739 ос. (станом на 31 грудня 2020).